# Бертіло Веннергрен
Берті́ло Ве́ннергрен (швед. Bertil Wennergren; нар. 4 жовтня 1956) — шведський есперантист, який проживає в селі Шоссін на півночі Німеччини.

## Біографія
Володіючи есперанто з 1980 року, він став членом Академії есперанто у 2001 році та обіймає посаду директора секції загального словника Академії. Він є автором книг Plena Manlibro de Esperanta Gramatiko (Повний посібник з граматики есперанто) та Landoj kaj lingvoj de la mondo (Країни та мови світу). Він також є автором підручника з есперанто шведською мовою.
Веннергрен був членом гурту Amplifiki, а зараз є членом гурту Persone. У 2002 році він одружився з есперантисткою Бірке Докхорн.
19 грудня 2006 року журнал La Ondo de Esperanto назвав його Есперантистом року 2006 на знак визнання його праці Plena Manlibro de Esperanta Gramatiko.
Веннергрен — один із багатьох есперантистів усіх рівнів, які долучилися до Вікіпедії мовою есперанто. Відомий граматик есперанто та директор секції Академії, що займається лексикою есперанто, він є одним із щонайменше трьох редакторів, які є членами Академії есперанто, поряд з Геррітом Бервелінгом та Джоном Веллсом.